# Patrocloides ceaurei
Patrocloides ceaurei är en stekelart som först beskrevs av Heinrich 1949.  Patrocloides ceaurei ingår i släktet Patrocloides och familjen brokparasitsteklar. Inga underarter finns listade i Catalogue of Life.